# Sede vacante
La sede vacante (in latino sedes vacans) è il periodo che si verifica quando una diocesi o una Chiesa particolare resta priva di guida, ossia quando viene a mancare il vescovo in carica. Per evitare un vuoto di potere, queste circostanze vengono regolamentate precisamente dal Codice di diritto canonico. Un caso particolare è quando a essere vacante sia la diocesi di Roma, in quanto essa è sede apostolica.

## Diocesi o chiesa particolare vacante
Secondo il Codice di diritto canonico della Chiesa cattolica, sono quattro i casi in cui una diocesi, arcidiocesi o altra circoscrizione ecclesiastica simile si rende vacante:
1. al momento della morte del suo titolare;[3]
2. quando il vescovo rinuncia al governo della sua diocesi; in questo caso la diocesi diventa formalmente vacante quando viene pubblicata l'accettazione della rinuncia da parte del papa;[4]
3. quando il vescovo diocesano viene trasferito a un'altra diocesi o a un altro incarico; in questo caso, la sede diviene vacante nel giorno in cui il vescovo trasferito prende possesso della nuova diocesi;[5]
4. quando il vescovo viene privato dalla Santa Sede del suo ufficio; in questo caso, la sede diventa vacante nel momento in cui il vescovo riceve comunicazione della pena.[6]

Se nella diocesi che si è resa vacante esiste un vescovo coadiutore, questi diviene immediatamente vescovo diocesano ponendo così fine alla vacanza della sede.
In regime di sede vacante cessano gli uffici del vicario generale e dei vicari episcopali, e hanno immediatamente termine le funzioni del Consiglio presbiterale e del Consiglio pastorale.
Quando inizia formalmente il periodo di "sede vacante", il governo della diocesi è affidato al vescovo ausiliare o, in sua assenza, al collegio dei consultori fino all'elezione di un amministratore diocesano o alla nomina di un amministratore apostolico sede vacante.
Il regime di sede vacante termina con la presa di possesso della diocesi da parte del vescovo eletto.

## Sede apostolica vacante

Lo stemma della Santa Sede durante la sede vacante

Un caso particolare è la sede apostolica vacante, cioè quando tra la morte (o la rinuncia) di un romano pontefice e l'elezione del suo successore, la diocesi di Roma resta priva del suo vescovo, il quale è il Papa della Chiesa cattolica.
Durante tale assenza, il governo della Chiesa è affidato al collegio dei cardinali, i quali in maniera del tutto consultiva suppliscono all'autorità papale; si tratta degli affari pubblici della Chiesa, ad esempio preparare i funerali del pontefice precedente e stabilire la data di inizio del conclave, ma nulla di ciò che spetta esclusivamente al pontefice può essere discusso, né tantomeno deciso. Durante questo periodo di sede apostolica vacante, una figura di grande rilievo è il cardinale camerlengo, il quale assume di fatto le funzioni del governo ordinario della Chiesa.
Le procedure adottate durante la sede apostolica vacante sono dettate dalla costituzione apostolica Universi Dominici Gregis, promulgata da papa Giovanni Paolo II il 22 febbraio 1996.

### Procedura per sede vacante

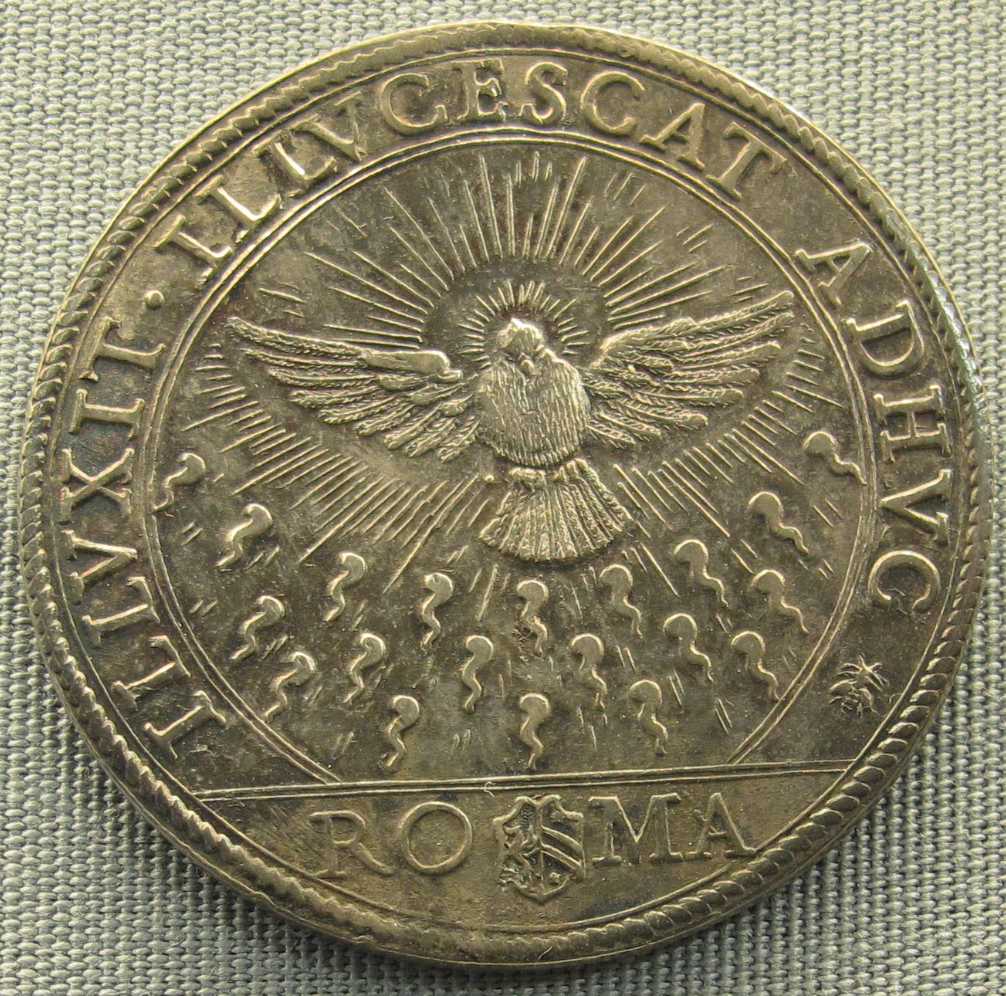
Uno scudo della sede vacante, 1669

Secondo le procedure previste, il camerlengo deve accertare, nel caso, la morte del pontefice alla presenza del decano del collegio cardinalizio, del maestro delle celebrazioni liturgiche, dei prelati chierici e del segretario e cancelliere della stessa Camera Apostolica. Una volta accertato il decesso (da papa Leone XIII in avanti sono caduti in disuso i rituali del vere Papa mortuus est, così come l'estrazione del cuore, i cosiddetti precordi, che venivano tumulati nella chiesa dei Santi Vincenzo e Anastasio a Trevi di Roma), il camerlengo appone i sigilli alla camera e allo studio del pontefice e annuncia il decesso al cardinale vicario per l'Urbe, che a sua volta lo comunicherà al popolo romano, e al cardinale arciprete della basilica vaticana.
Il portone di bronzo del Palazzo Apostolico viene chiuso per metà, come antichissimo segno di lutto, e la campana della basilica di San Pietro comunica con rintocchi a martello il decesso. La salma viene composta dai medici e rivestita dei paramenti papali, ossia la mitria bianca, la casula di colore rosso (il colore del lutto per i Pontefici Romani) e il pallio. Si celebrano i novendiali, ossia le esequie per nove giorni in suffragio dell'anima del defunto, mentre il corpo viene esposto all'omaggio dei fedeli nella basilica di San Pietro. Le spoglie vengono poste in un'unica cassa in legno (con la riforma del 2024 è stata abbandonata la tradizione che prevedeva tre casse di cipresso, piombo e noce) e tumulate all'interno delle Grotte Vaticane o in altro luogo prescelto dal pontefice defunto. Nel corso di una delle prime congregazioni generali dei cardinali viene spezzato (da papa Giovanni Paolo II viene detto "annullato") l'anello del pescatore simbolo di san Pietro e annullato il sigillo del pontefice deceduto.
Le funzioni del papa non vengono assunte da alcun prelato, ma solamente l'ordinaria amministrazione viene gestita da un collegio di tre cardinali che assumono a rotazione i relativi compiti. Alla morte del papa tutti i cardinali della Curia romana e il cardinale segretario di Stato della Santa Sede decadono dal loro incarico, ad eccezione del camerlengo, del Penitenziere maggiore, del decano del collegio cardinalizio. Rimangono in carica anche i cardinali vicari per la città di Roma e per la Città del Vaticano, che svolgono funzioni diocesane, e l'arciprete della basilica Vaticana.
Infine, il decano convoca i cardinali elettori, e, trascorsi dai quindici ai venti giorni (o, dal 2013, anche prima se tutti i cardinali elettori sono giunti in Vaticano e se votano a maggioranza in tal senso), gli stessi si riuniscono in conclave per l'elezione del nuovo papa.

### Lista delle sedi apostoliche vacanti più lunghe di due anni
Di seguito si riportano le sedi vacanti della storia del papato durate più di due anni:
| Papa precedente | Inizio           | Fine              | Durata                    | Papa eletto   |
| --------------- | ---------------- | ----------------- | ------------------------- | ------------- |
| Clemente IV     | 29 novembre 1268 | 1º settembre 1271 | 2 anni 10 mesi e 3 giorni | Gregorio X    |
| Niccolò IV      | 4 aprile 1292    | 5 luglio 1294     | 2 anni 3 mesi e 1 giorno  | Celestino V   |
| Clemente V      | 20 aprile 1314   | 2 agosto 1316     | 2 anni 3 mesi e 13 giorni | Giovanni XXII |
| Gregorio XII    | 4 luglio 1415    | 11 novembre 1417  | 2 anni 5 mesi e 7 giorni  | Martino V     |

### Lista delle sedi apostoliche vacanti negli ultimi 200 anni
| Papa precedente   | Inizio            | Fine             | Durata    | Papa eletto       |
| ----------------- | ----------------- | ---------------- | --------- | ----------------- |
| Leone XII         | 10 febbraio 1829  | 31 marzo 1829    | 49 giorni | Pio VIII          |
| Pio VIII          | 30 novembre 1830  | 2 febbraio 1831  | 63 giorni | Gregorio XVI      |
| Gregorio XVI      | 1º giugno 1846    | 16 giugno 1846   | 15 giorni | Pio IX            |
| Pio IX            | 7 febbraio 1878   | 20 febbraio 1878 | 13 giorni | Leone XIII        |
| Leone XIII        | 20 luglio 1903    | 4 agosto 1903    | 15 giorni | Pio X             |
| Pio X             | 20 agosto 1914    | 3 settembre 1914 | 14 giorni | Benedetto XV      |
| Benedetto XV      | 22 gennaio 1922   | 6 febbraio 1922  | 15 giorni | Pio XI            |
| Pio XI            | 10 febbraio 1939  | 2 marzo 1939     | 20 giorni | Pio XII           |
| Pio XII           | 9 ottobre 1958    | 28 ottobre 1958  | 19 giorni | Giovanni XXIII    |
| Giovanni XXIII    | 3 giugno 1963     | 21 giugno 1963   | 18 giorni | Paolo VI          |
| Paolo VI          | 6 agosto 1978     | 26 agosto 1978   | 20 giorni | Giovanni Paolo I  |
| Giovanni Paolo I  | 28 settembre 1978 | 16 ottobre 1978  | 18 giorni | Giovanni Paolo II |
| Giovanni Paolo II | 2 aprile 2005     | 19 aprile 2005   | 17 giorni | Benedetto XVI     |
| Benedetto XVI     | 28 febbraio 2013  | 13 marzo 2013    | 13 giorni | Francesco         |
| Francesco         | 21 aprile 2025    | 8 maggio 2025    | 17 giorni | Leone XIV         |